# Cícero Dias
Cícero Dias (ur. 5 marca 1907 w Escada, zm. 28 stycznia 2003 w Paryżu) – brazylijski malarz modernistyczny.
Początkowo tworzył w duchu surrealizmu. Najsłynniejsza praca z tamtego okresu to akwarelowy fryz Widziałem świat, zaczynał się w Recife (1929). W 1937 zamieszkał w Paryżu. W latach powojennych jego styl zmienił się na abstrakcję geometryczną. W 1948 w czasie pobytu w Brazylii, tworzył abstrakcyjne malowidła ścienne, a w latach 60. powrócił do malarstwa figuratywnego.
Zmarł wieku 95 lat w swoim domu w Paryżu. Pochowany został na cmentarzu w dzielnicy Montparnasse.